# پیتر فیشمان
پیتر فیشمان (روسی: Пётр Аронович Фишман؛ زادهٔ ۳۰ نوامبر ۱۹۵۵ (61)) نقاش، و مجسمه‌ساز اهل اتحاد جماهیر شوروی سوسیالیستی است.